# Associação Portuguesa de Desportos
Associação Portuguesa de Desportos (znany również jako Portuguesa i Lusa) – brazylijski klub piłkarski z siedzibą w São Paulo.

## Osiągnięcia
- Wicemistrz Brazylii (Campeonato Brasileiro Série A): 1996
- Mistrz stanu São Paulo (Campeonato Paulista) (2): 1935/1936, 1973
- Campeonato Paulista Série A2: 2007
- Torneio Rio-São Paulo: 1952, 1955

## Historia
Klub Portuguesa założony został 14 sierpnia 1920 przez portugalskich fanów piłki nożnej. Obecnie występuje w drugiej lidze brazylijskiej Campeonato Brasileiro Série B.
Stadion Portuguesy, który nosi nazwę Estádio do Canindé, został wybudowany w 1956 i może pomieścić maksymalnie 19 717 osób.
Pierwszym herbem klubu była portugalska tarcza, ale od 1923 jest nim Krzyż z Avisy. Symbolizuje on niezależność Portugalczyków od Królestwa Kastylii. W 2005 logo zostało unowocześnione i dodano do niego złotą obwódkę.
Pierwszą oficjalną maskotką klubu była postać dziewczyny o imieniu Severa. Jej nazwa pochodzi od tancerki Dimy Terezy, której pseudonim brzmiał A Severa. W roku 1994 zmieniono maskotkę: stał się nim lew - jeden z najbardziej znanych symboli brazylijskiej piłki nożnej.
Oficjalnym hymnem Portuguesy jest Campeões, czyli Mistrzowie. Jego twórcami są Roberto Leal i Márcia Lúcia.